# Ramon Margalef
Ramon Margalef i López (né le 16 mai 1919 et mort le 23 mai 2004 à Barcelone) est un biologiste marin,  écologiste et limnologue catalan de la Faculté de biologie de l'université de Barcelone. Il est un des plus grands scientifiques espagnols du XXe siècle et il est considéré comme un des pères fondateurs de l'écologie moderne.

## Biographie

### Jeunesse
Né à Barcelone le 16 mai 1919, Ramon Margalef étudie à l'école de commerce durant son adolescence. Il étudie aussi les mathématiques, le français et l'allemand, avant de s'intéresser aux sciences naturelles. En 1938, il est recruté par l'armée républicaine à la fin de la guerre d'Espagne et il participe à la bataille de l'Èbre. Il y est capturé par les troupes de Franco. Prisonnier, mené vers un camp, il réussit à s'échapper. Toutefois, après la fin de la guerre en 1939, il n'échappera pas à trois années de service militaire parmi les troupes franquistes.

### Début de la carrière scientifique
Au début des années 1940, Margalef travaille comme coursier à l'Institut de botanique de Barcelone. Il réalise bénévolement et de manière autodidacte d'importants inventaires aquatiques le long de la péninsule Ibérique. Margalef travaille ensuite à l'Institut appliqué de biologie (1946-1951). Il obtient en 1949 son BSc. à l'université de Barcelone. En 1951, il obtient son Ph.D à l'université de Madrid en défendant sa thèse portant sur la température et la morphologie des organismes vivants. Il commence ensuite à travailler à l'Institut de recherche des pêcheries.

### Publications d'envergure et chaire de recherche en écologie
En 1958, avec la traduction en anglais de sa déclaration inaugurale comme membre de l'Académie royale des arts et des sciences de Barcelone, Information Theory in Ecology, il rejoint un auditoire international. Un autre article d'envergure, On certain unifying principles in ecology, publié en 1963 dans The American Naturalist, et la publication en 1968 de son livre Perspectives in Ecological Theory l'ont promu comme l'un des penseurs d'avant-garde de l'écologie moderne. Entretemps, il préside de 1965 à 1967 l'Institut de recherche des pêcheries. Il fonde par la suite le département d'écologie de l'université de Barcelone, où il a formé un grand nombre d'écologistes, de limnologistes et d'océanographes. Il devient en 1967 le premier titulaire en Espagne d'une chaire de recherche en écologie.

## Contributions importantes à la science

### La théorie de l'information appliquée à l'écologie
Parmi ses plus grandes contributions scientifiques, on note l'application de la théorie de l'information à l'écologie et la création subséquente de modèles mathématiques pour l'étude des populations,. La théorie de l'information est à la base d'une branche des mathématiques appliquées qui quantifie l'information contenue dans un système.
Margalef a démontré qu'on peut appliquer la théorie de l'information à une communauté animale ou végétale. On peut ainsi évaluer différents types d'échantillonnage en calculant la quantité d'information qu'ils permettent d'obtenir. Ainsi, l'information qui se calcule en bits par individu sera croissante pour les mesures suivantes :
1. Nombre d'espèces dans la communauté;
2. Nombre d'individus par espèce;
3. Localisation des individus par espèce;
4. Identification et localisation individuelles de tous les individus.

Ainsi, selon Margalef, l’établissement des limites d’une étude et de son échantillonnage n’entraîne pas une disparition de l’information, mais peut en limiter l'obtention. De plus, Margalef en conclut que la quantité d'information contenue par une communauté est approximativement égale à sa diversité.

### La structure de l'écosystème
Dans On certain unifying principles in ecology, publié en 1963, Margalef met en commun plusieurs théories qui circulent de façon plus ou moins indépendante dans le domaine de l'écologie. Il commence par définir la structure d'un écosystème comme l'ensemble des éléments de l'écosystème (la matière) et des interactions entre ces éléments de l’écosystème (l'énergie).
Il introduit par la suite la notion de maturité d'un écosystème. Avec le temps, la maturité d'un écosystème croît, dans un milieu sans perturbations. Un écosystème à maturité a une structure complexe (grande diversité, riche en information) et une grande efficacité d'un point de vue énergétique (peu de perte d'énergie). Un écosystème à maturité a donc de faibles besoins en énergie pour se maintenir.
Ainsi, selon Ramon Margalef, la succession écologique consiste en une maturation de l'écosystème (augmentation de la complexité de la structure et diminution du flux d'énergie). La succession est en fait un transfert d'un surplus d'énergie disponible dans le présent à une biomasse future. Finalement, il est important de souligner que, du point de vue de Margalef, la succession est empreinte d'incertitudes et est assujettie aux perturbations.

### Développement de la limnologie moderne
Ramon Margalef a grandement contribué au développement de la limnologie moderne en Espagne et au niveau international. Après avoir initié un important inventaire aquatique de la péninsule Ibérique au début de sa carrière, il s'est particulièrement intéressé à l'étude des communautés planctoniques d'un point de vue écologique.
Il s'est formé à l'université de Barcelone, autour de Margalef, une importante école de limnologie, qui entraînera par la suite la création d'autres écoles dans plusieurs universités d'Espagne.
En 1983, Ramon Margalef publie une synthèse de ses travaux dans Limnología.

### L'être humain et la biosphère
Ramon Margalef est un scientifique dont le travail est inscrit dans le contexte social et politique de son époque. Il a porté une attention particulière à la place de l'homme et de la femme dans la biosphère. Déjà, dans On certain unifying principles in ecology, il conclut sur la maturité et la succession des organisations humaines, en lien avec la complexité de leurs structures et leurs flux d'énergie.
En 1987, dans son discours d'acception du doctorat honorifique que lui décerne l'université Laval (Québec, Canada), Margalef met l'accent sur la disparité dans la répartition de l'énergie entre les États du Nord et les États du Sud.
« Il est juste qu’on se préoccupe des pluies acides ou des diverses pollutions, mais je ne veux pas cacher mon opinion : l’enjeu de notre futur concerne davantage d’autres aspects de l’écologie, parmi lesquels la mobilisation et le contrôle par l’homme de fractions croissantes d’énergie qui ont des influences sur l’organisation de l’espace et, ce qui est plus préoccupant, sur l’organisation des rapports entre les êtres humains », dit-il.

## Prix et hommages
Ramon Margalef a reçu plusieurs prix et hommages au cours de sa carrière.
- Médaille du Prince Albert Ier de l'Institut océanographique de Paris (1972);
- Prix A. G. Huntsman de l'Institut océanographique de Bedford (1980);
- Prix Narcís Monturiol de la Generalitat de Catalogne pour la science et la technologie (1983);
- Prix Santiago Ramón y Cajal du ministère espagnol de l'Éducation et de la Science (1984);
- Médaille Naumann-Thienemann de l'Association internationale de limnologie théorique et appliquée (Societas Internationalis Limnologiae, SIL) (1989);
- Prix Italgas des sciences de l'environnement (Italie, 1989);
- Prix de la Fondation catalane de la recherche (1990);
- Prix Humboldt de la Fondation Alexander von Humboldt (Allemagne, 1990);
- Chevalier de l'ordre d'Alphonse X le Sage (1990);
- Prix international de Saint François d'Assise pour l'environnement (Italie, 1993);
- Prix de l'Institut international d'écologie (Allemagne, 1997);
- La Creu de Sant Jordi de la Generalitat de Catalogne (1997);
- Ingénieur forestier honoraire de l'université polytechnique de Madrid (1998);
- Prix Rainier III de Monaco (1998);
- Le prix de la Société américaine de limnologie et d'océanographie (ASLO) remis pour les accomplissements remarquables (2000);
- Médaille d'or du Conseil espagnol de la recherche (2002);
- Médaille d'or de la Generalitat de Catalogne (2003);
- Prix national pour les sciences de l'environnement de la Generalitat de Catalogne (2004, posthume)

Ramon Margalef a aussi reçu plusieurs doctorats honorifiques:
- Université d'Aix-Marseille, France (1973);
- Université Laval, Québec, Canada (1987);
- Université de Luján (es), Argentine (1994);
- Université d'Alicante, Espagne (1999);
- Institut chimique Sarrià de l'université Ramon Llull, Barcelone (1983).

En 2004, la Generalitat de Catalogne a créé le prix Ramon Margalef d'écologie. Le prix, doté d'une bourse de 100 000 euros, a pour but d'honorer les personnes s'étant distinguées dans le domaine de l'écologie sur la scène internationale.